# Рабиа
Раби`ах ибн Низар (арап. ربيعة‎‎) је извориште једне од две главне гране племена "Северна Арапска" (Аднанити), и друге гране коју је основао Мудхар.

## Огранци
Према класичним арапским генеалогистима, сљедеће огранци су важни за Рабију:
- Абд ел Кајс[3]
- Бакр ибн ва'ил, који су укључивали и следећа под-племена
  - Бану Ханифа
  - Бану Шајбан
  - Бану Кајс ибн Тха'лабах
  - Бану Јашкур
- Таглиб ибн Ва'ил
- Ел Намир ибн Касит[4]

## Локација
Као и остали Арапи који потичу од Аднанита, легенда тврди да су Раби`ови оригинални домени били у региону Тихама на западу Арабије , одакле је Раби'а прешло на север и исток.
Абд Ел Кајс је било једано од становника региона источне Арабије, укључујући и данашње острво Бахреин и углавном су били седентарни (стално насељени).
Земље Бакра су се протезале од Ел Јамаме (регион око данашњег Ријада) до северозападне Месопотамије. Главно стабло племена било је бедуинско, али моћно и аутономно седентарно под-племе Бакра такође је боравило у Ел Јамами, а оно се звало Бани Ханифи.
Племе Таглиб је боравио на источним обалама Еуфрата, а племе Ел Намир је било њихов клијент . Анз је населило јужну Арабију и наводно га је уништила куга у 13. веку, иако је племе названо "Раби`ах" у данашњем "Асиру" наводно његов потомак.
Аниза је подијељена на седентарну секцију у јужном Јамаму и део бедуина даље на северу.
Абд Ел Кајса, Таглиба, Ел Намира, и неки делови Бакра били су углавном хришћани пре ислама, а Таглиб је и после неког времена остало хришћанско племе. За Аниза и Бакр се каже да су обожавали идола по имену Ел Са'ер.

## Раби`а у Египту и Судану
Током периода Абасида, многи припадници Бани Ханифа и припадници племена Бакр ибн Ва'ил су се преселили из Ел Јамаму у јужном Египату, где су доминирала златним рудницима Вади Алаки близу Асуана. Док су у Египту, племена долазила под колективним именом "Раби'ах" и међусобно се мешала са аутохтоним племенима на том подручју као што су Беџа народи. Међу њиховим потомцима су племе Бану Канз (познате и као Кунооз), који своје име вуку од Канз ел Давлха Бани Ханифа, вође Рабија у Египту током фатимидског периода.

## Краљевске породице које потичу из племена Раби'а
- Ел Гардака, владари из прошлих краљева Ујунидских краљева из Ујунидске династије од Бани Абд Ел Кајс од Ва'ила из Раби`а ибн Низар ibn Ma'ad ibn Adnan.
- Ел Нахјан породица, rulers of Abu Dhabi from the Al Falahi of Bani Yas, Bani Abd al-Qays of Wa'il from ibn Rabi`ah ibn Nizar ibn [Ма'ад ibn Аднан.
- Ел Мактоум, владари Дубаија од Ел Фаласи из Бани Јас Бани Абд ел Кајс од Ва'ил који потичу од Раби`а ибн Низар ибн Ма'ад ибн Аднан.